# Alegeri legislative în Ungaria, 1945
Alegerile parlamentare au avut loc în Ungaria pe 4 noiembrie 1945. Acestea au fost organizate într-un context tensionat în istoria țării: Al Doilea Război Mondial a avut un impact devastator; Uniunea Sovietică a ocupat țara, Partidul Comunist Ungar crescând în putere; o reformă agrară care în martie a alterat radical structura proprietății; și o inflație galopantă.
În ceea ce este în general considerat a fi primele alegeri relativ libere din istoria țării, Partidul Independent al Micilor Fermieri a obținut o victorie zdrobitoare. Cu toate acestea, câștigurile micilor fermieri au fost treptat diminuate de tacticile comuniste de fragmentare, împlinind predicția liderului comunist Mátyás Rákosi conform căreia înfrângerea „nu va juca un rol important în planurile comuniste”.

## Context
Alegerile (care nu mai avuseseră loc din 1939) erau impuse de Acordul de la Ialta; mai mult, schimbările sociale și politice revoluționare din 1945 au fost efectuate fără consultare populară și, având în vedere legăturile speciale care se dezvoltau în acel an între Moscova și Budapesta (un acord privind cooperarea economică strânsă și reluarea relațiilor diplomatice depline), puterile occidentale au cerut organizarea de alegeri libere și au reținut recunoașterea Guvernului Provizoriu până când sovieticii au fost de acord să le organizeze.
Alegerile, efectuate prin vot secret și fără recensământ sau fraudă, sunt considerate primele alegeri relativ democratice organizate vreodată în Ungaria și au fost cu siguranță cel mai apropiat lucru de niște alegeri oneste organizate în țară până-n 1990. A fost, de asemenea, unul dintre cele doar două alegeri cât de cât libere organizate vreodată în ceea ce avea să devină blocul sovietic (celelalte fiind alegerile din 1946 din Cehoslovacia). Un autor afirmă că au fost „în general corecte, dar nu în întregime libere”, deoarece doar partidele „democratice” au avut voie să concureze, ceea ce înseamnă că majoritatea partidelor de dreapta de dinainte de război au fost excluse, precum și acele partide care nu au ales să facă parte din Frontul Național Maghiar pentru Independență, o alianță antifascistă din timpul războiului. Doar liderii partidelor de dreapta dizolvate, voluntarii SS și cei internați sau urmăriți penal de tribunalele populare au fost împiedicați să voteze. Legea electorală liberală a fost susținută și de comuniști, care nu au fost deranjați de eșecul propunerii lor de a prezenta o singură listă de candidați din partea partidelor coaliției comunist-social-democrate, ceea ce ar fi asigurat o majoritate partidelor de stânga: intoxicați de succesele lor în recrutare și evaluând greșit efectul reformei agrare asupra atractivității lor, aceștia se așteptau la o „victorie captivantă” (József Révai a prezis o victorie de până la 70%). Spre amara lor dezamăgire, rezultatul a fost aproape opus: Partidul Independent al Micilor Fermieri, câștigând competiția în toate cele 16 districte, a obținut 57% din voturi, social-democrații a câștigat puțin mai multe procente, iar comuniștii puțin sub 17%, iar Partidul Național Țărănesc doar 7% (restul revenind Partidului Cetățenilor Democrați și noului Partid Radical Maghiar al adepților lui Oszkár Jászi).

Printre numeroasele motive ale succesului micilor fermieri și ale eșecului comuniștilor s-a numărat și faptul că cardinalul József Mindszenty, șeful ierarhiei catolice maghiare, înfuriat de pierderea majorității covârșitoare a proprietăților acestora fără compensații și de excluderea clerului de la vot la inițiativa comunistă, a condamnat „răul marxist” într-o scrisoare pastorală și a cerut credincioșilor să sprijine micii fermieri, care susțineau valorile tradiționale. De asemenea, la primele alegeri din Ungaria cu vot universal deplin și singurele în care bărbații și femeile au votat cu buletine de vot de culori diferite, femeile i-au surprins pe comuniști susținându-i în general pe micii fermieri; primii au lansat o campanie de propagandă care sugera că aceste femei erau ușor de manipulat sau ignorante. Totuși, verdictul a 4,8 milioane de alegători, adică 90% dintre cei cu drept de vot, a fost clar în termeni generali: aceștia preferau democrația parlamentară bazată pe proprietatea privată și economia de piață socialistă cu management și planificare economică de stat. Sperau că aceste preferințe vor prevala în ciuda prezenței forțelor de ocupație sovietice, care se așteptau să plece odată ce un tratat de pace era semnat. Cu toate acestea, ghidați de aceeași așteptare și dorind să evite confruntarea până atunci, micii fermieri au cedat mareșalului Kliment Voroșilov (președintele Comisiei Aliate de Control), care a precizat clar că o mare coaliție în care comuniștii păstrau câștigurile deja obținute (adică Ministerul de Interne și controlul asupra poliției) era singurul tip de guvernare acceptabil pentru sovietici.

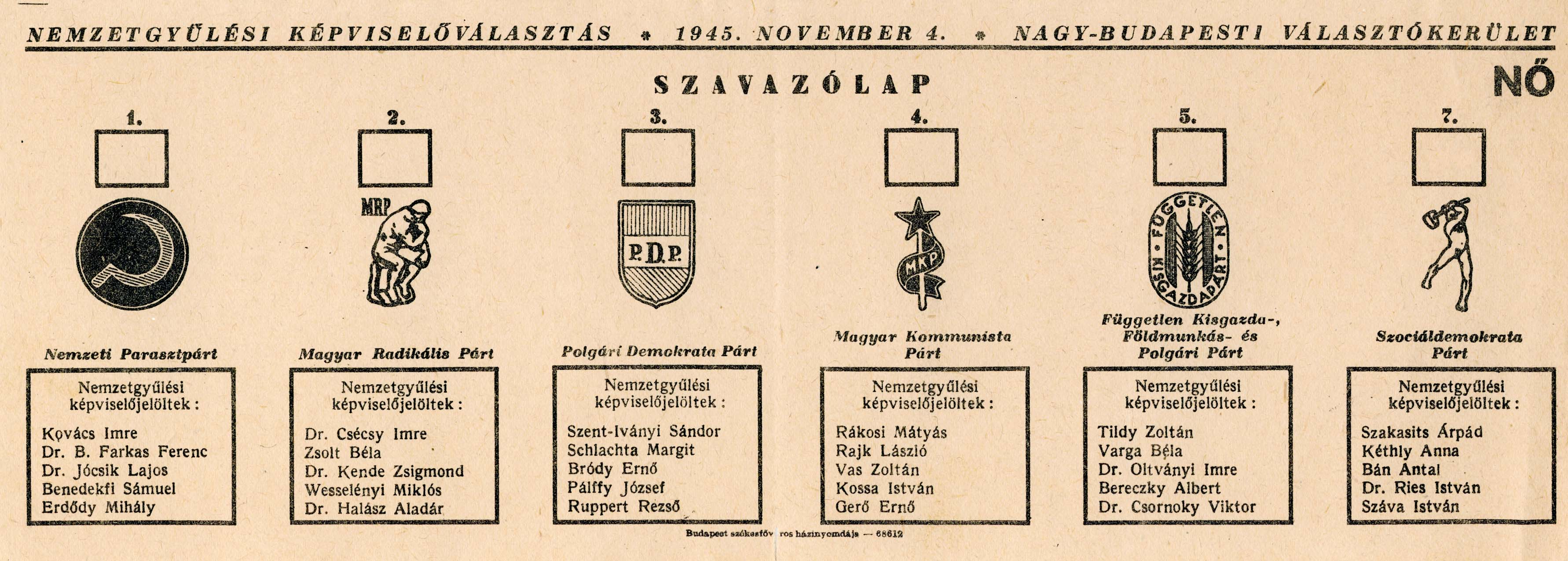
Buletin de vot, 1945

## Partide și lideri
| Partid | Partid                                          | Ideologie                                | Lider               |
| ------ | ----------------------------------------------- | ---------------------------------------- | ------------------- |
|        | Partidul Independent al Micilor Fermieri (FKgP) | Agrarianism Democrație liberală Big tent | Zoltán Tildy        |
|        | Partidul Social-Democrat din Ungaria (MSzDP)    | Social democrație Socialism democratic   | Árpád Szakasits     |
|        | Partidul Comunist Ungar (MKP)                   | Comunism Marxism                         | Mátyás Rákosi       |
|        | Partidul Național Țărănesc (NPP)                | Socialism agrar Populism de stânga       | Péter Veres         |
|        | Partidul Civic Democrat (PDP)                   | Liberalism Național-liberalism           | Sándor Szent-Iványi |
|        | Partidul Radical Maghiar (MRP)                  | Liberalism Liberalism social             | Imre Csécsy         |

## Rezultate
| Partid                                | Partid                                   | Voturi    | %      | Locuri         | Locuri          | Locuri |
| Partid                                | Partid                                   | Voturi    | %      | Circumscripții | Lista națională | Total  |
| ------------------------------------- | ---------------------------------------- | --------- | ------ | -------------- | --------------- | ------ |
|                                       | Partidul Independent al Micilor Fermieri | 2.697.137 | 57,03  | 216            | 29              | 245    |
|                                       | Partidul Social-Democrat din Ungaria     | 823.250   | 17,41  | 60             | 9               | 69     |
|                                       | Partidul Comunist Ungar                  | 801.986   | 16,96  | 61             | 9               | 70     |
|                                       | Partidul Național Țărănesc               | 324.772   | 6,87   | 20             | 3               | 23     |
|                                       | Partidul Civic Democrat                  | 76.393    | 1,62   | 2              | 0               | 2      |
|                                       | Partidul Radical Maghiar                 | 5.763     | 0,12   | 0              | 0               | 0      |
| Figuri publice învestite de parlament | Figuri publice învestite de parlament    |           |        | –              | –               | 12     |
| Total                                 | Total                                    | 4,729,301 | 100,00 | 359            | 50              | 421    |
|                                       |                                          |           |        |                |                 |        |
| Voturi valide                         | Voturi valide                            | 4.729.301 | 99,07  |                |                 |        |
| Voturi invalide/albe                  | Voturi invalide/albe                     | 44.244    | 0,93   |                |                 |        |
| Total voturi                          | Total voturi                             | 4.773.545 | 100,00 |                |                 |        |
| Votanți înregistrați/prezența         | Votanți înregistrați/prezența            | 5.160.499 | 92,50  |                |                 |        |
| Sursă: Nohlen & Stöver                |                                          |           |        |                |                 |        |

## Urmări
După alegeri, pe 9 noiembrie cele patru mari partide și-au împărțit portofoliile. Acordul, în care micii fermieri au luat ministerul de interne în timp ce comuniștii au obținut ministerul finanțelor, a fost respins de către ministrul sovietic de externe Veaceslav Molotov, care l-a instruit pe Voroșilov să renegocieze ministerul de interne și postul de viceprim-ministru pentru comuniști. O dezbatere asupra formei de guvernare a statului a urmat de asemenea: Mindszenty a condus o veritabilă campanie monarhistă, dar în ciuda unor ezitări în cadrul micilor fermier, a fost aleasă republica.
Zoltán Tildy, liderul micilor fermier, a fost ales președinte pe 1 februarie 1946, în timp ce Ferenc Nagy a devenit prim-ministrul guvernului din care micii fermieri dețineau jumătate din portofolii. Comuniștii au primit posturile de ministru de interne (László Rajk) și de viceprim-ministru  (Mátyás Rákosi), precum și transporturile și bunăstarea socială. Controlul ministerului de interne, și în special al poliției de securitate, i-a ajutat pe comuniști să marginalizeze opoziția politică pas cu pas. Asasinări la comandă, sabotarea conducerilor partidelor de opoziție și desființarea organizației de tineret a bisericii catolice s-au numărat printre metodele implementate.

After the election, on 9 November the four major parties divided the portfolios. The arrangement, in which the Smallholders took the Interior Ministry while the Communists obtained the Finance Ministry, was rejected by Soviet Foreign Minister Vyacheslav Molotov, who instructed Voroshilov to renegotiate the Interior Ministry and a deputy premier post for the Communists. A debate on the form of the state also ensued; Mindszenty led a vigorous monarchist campaign but despite some uncertainty among the Smallholders, a republic was chosen.
Smallholders' leader Zoltán Tildy was elected president on 1 February 1946, while Ferenc Nagy became Prime Minister of a government in which the Smallholders held half the portfolios. The Communists received the Interior Ministry (László Rajk) and Deputy Premier (Mátyás Rákosi) posts, as well as transport and social welfare. Control of the Interior Ministry and especially the security police helped the Communists marginalise political opponents one by one. Selected assassinations, sabotage of opposition parties' offices and the closure of Catholic youth organisations were among the methods employed.